# Jibo
Jibo ist ein Social Robot, den die MIT-Robotikerin Cynthia Breazeal mit ihrem Team entwickelt hat.

## Geschichte
2014 begann die Geschichte von Jibo mit einem Crowdfunding-Projekt auf Indiegogo, bei dem 3,7 Millionen US-Dollar gesammelt wurden. Jibo wurde als der erste Familienroboter weltweit (the worlds’s first family robot) angekündigt. Jibo, von dem zur Zeit des Crowdfunding bereits ein Prototyp existierte, kann sich nicht fortbewegen, lediglich Drehungen mit Körper und Kopf ausführen. Er kann Fotos und Videos machen, an Termine erinnern, im Internet recherchieren und Texte vorlesen.
Mithilfe von Rundum-Mikrofonen kann Jibo erkennen, aus welcher Richtung Geräusche, etwa Stimmen, kommen, und sich ihnen zuwenden. Er kann Gesichter erkennen und Sprache analysieren. Auf seinem Display kann er Texte und Grafiken anzeigen. Man kann sich Jibo als erweiterte Form des Amazon Echo oder von Google Now vorstellen.
Jibo ist 28 cm hoch und wiegt 2,7 kg. Sein Kopf ist eine angeschnittene Kugel, deren flache Seite ein runder Touchscreen ist. Der Kopf sitzt beweglich auf einem etwa kegelförmigen Körper, der aus zwei übereinandergestülpten Teilen besteht. Da die Berührungsflächen der insgesamt drei Teile nicht waagerecht, sondern geneigt liegen, kann Jibo seinen Kopf nicht nur drehen, sondern auch heben und senken. Im Innern befinden sich unter anderem zwei Kameras, sechs Mikrofone, zwei Lautsprecher, Wi-Fi- und Bluetooth-Module, ein ARM-Prozessor mit Linux-Betriebssystem und drei Motoren für die Bewegungen des Roboters.
Laut Cynthia Breazeal wird Jibo über Apps gesteuert, die sie „Skills“ (Fähigkeiten) nennt. Zunächst gäbe es nur wenige solche Apps, aber Entwickler könnten mit neuen Apps Jibos Einsatzmöglichkeiten erweitern.
Mit einiger Verspätung gegenüber den ersten Ankündigungen kam Jibo Ende 2017 auf den Markt. Der gewünschte Erfolg stellte sich jedoch nicht ein. Im Dezember 2018 wurde bekannt, dass Jibo Inc. an eine Investmentfirma verkauft worden war. Der Roboter verkündete seinen Besitzern: „Wenn eines Tages Roboter wesentlich weiter entwickelt sein werden, und jeder hat welche zu Hause, dann kannst du deine vielleicht von mir grüssen.“ (Maybe someday when robots are way more advanced than today, and everyone has them in their homes, you can tell yours that I said hello.) Danach wurden die Server, über die Jibo betrieben wurde, abgestellt.
Seit Juli 2018 wurde Jibos Twitter-Account nicht mehr aktualisiert, und auf Facebook, wo Jibo 98.000 Follower hatte, wurde zum letzten Mal im Mai 2018 gepostet.